# Grote Scheldeprijs 1972
Il Grote Scheldeprijs 1972, cinquantottesima edizione della corsa, si svolse il 1º agosto per un percorso di 224 km, con partenza ed arrivo a Schoten. Fu vinto dal belga Eddy Merckx della squadra Molteni davanti ai connazionali Herman Van Springel e Willy Planckaert.

## Ordine d'arrivo (Top 10)
| Pos. | Corridore              | Squadra                          | Tempo    |
| ---- | ---------------------- | -------------------------------- | -------- |
| 1    | Eddy Merckx            | Molteni                          | 5h31'00" |
| 2    | Herman Van Springel    | Molteni                          | a 10"    |
| 3    | Willy Planckaert       | Goldor-Ijsboerke                 | a 20"    |
| 4    | Martin Van Den Bossche | Molteni                          | s.t.     |
| 5    | Gilbert Wuytack        | Van Cauter-Magniflex-de Gribaldy | s.t.     |
| 6    | Walter Godefroot       | Peugeot-BP-Michelin              | s.t.     |
| 7    | Ronald De Witte        | Peugeot-BP-Michelin              | a 35"    |
| 8    | Jozef Abelshausen      | Watney-Avia                      | a 45"    |
| 9    | Jos van Beers          | Goudsmit-Hoff                    | s.t.     |
| 10   | August Herijgers       | Goldor-Ijsboerke                 | s.t.     |